# Tři králové (seriál)
Tři králové jsou český televizní seriál z roku 1998, který volně líčí činnost tří důstojníků ilegální vojenské organizace Obrana národa, podplukovníka Josefa Balabána, štábního kapitána Václava Morávka a podplukovníka Josefa Mašína. Ti byli známi také jako Tři králové.

## Obsazení
| Vladimír Javorský | Václav Morávek                               |
| Karel Heřmánek    | Josef Mašín                                  |
| Jan Vlasák        | Josef Balabán                                |
| Josef Carda       | Paul Thümmel                                 |
| Valérie Zawadská  | Evelyna Sekotová                             |
| Ljuba Krbová      | Zdena Mašínová                               |
| Martina Menšíková | Klára                                        |
| Zuzana Stivínová  | Laura                                        |
| Jan Hrušínský     | major                                        |
| David Matásek     | Václav Řehák (Fešák), Morávkův pobočník      |
| Michal Dlouhý     | František Peltán (Frajer), radiotelegrafista |
| Pavel Chalupa     | doktor                                       |
| Ivan Pokorný      | komisař gestapa                              |
| Zdeněk Maryška    | kriminální sekretář gestapa                  |
| Igor Smržík       | kriminální rada gestapa                      |
| Zbyněk Fric       | telegrafista Včelka                          |
| Alena Mihulová    | zpěvačka                                     |
| Zdeněk Mahdal     | uvaděč                                       |
| Karel Dobrý       | gestapák                                     |
| Václav Vydra      | gestapák                                     |

## Seznam dílů
1. Depeše pro Londýn
2. Nosiči vody
3. Přívěsek (v tomto díle gestapo zatkne Josefa Balabána)
4. Náhradní spojení (v tomto díle gestapo zatkne Josefa Mašína)
5. Na dně
6. Zrada
7. Pobožný střelec (v tomto díle zemře Václav Morávek)